# Alesheim
Alesheim – miejscowość i gmina w Niemczech, w kraju związkowym Bawaria, w rejencji Środkowa Frankonia, w regionie Westmittelfranken, w powiecie Weißenburg-Gunzenhausen, wchodzi w skład wspólnoty administracyjnej Altmühltal. Leży około 10 km na północny zachód od Weißenburg in Bayern, nad rzeką Altmühl.

## Dzielnice
W skład gminy wchodzą następujące dzielnice: Alesheim, Trommetsheim, Wachenhofen.

## Demografia
| Rok  | Liczba mieszk. |
| ---- | -------------- |
| 1970 | 953            |
| 1987 | 949            |
| 2000 | 990            |